# レディス4
『レディス4』（レディース・フォー、英: Ladies' 4）は、テレビ東京で1983年（昭和58年）5月2日から2012年（平成24年）9月28日までにかけて放映された夕方の生放送による生活情報番組である。

## 概要
通称は『L4（エルフォー）』で、平日16:00 - 16:52にハイビジョン制作で放送された。年末年始、公営競技重賞決勝中継が行われる際は、番組自体が休止されることもあった。
2012年10月1日から『L4 YOU!』としてリニューアルした。

## 番組の歴史

### 前史
1970年10月1日にフジテレビジョンで開始された『東京ホームジョッキー』（平日午後4時 - ）に端を発する。
1960年代末の米国出張中に、当時開始されたばかりのテレビショッピング番組を見て商機を感じ取った三越の専務取締役にあった岡田茂が、日本向けにアレンジした番組ができないかと、海外の放送事情に精通する元ニッポン放送プロデューサー兼ディスクジョッキーで、洋楽評論の第一人者だった高崎一郎に相談した。高崎が企画立案から関係省庁との折衝にも奔走して、日本初のテレビショッピング番組の実現に漕ぎ着けた。最初に扱った商品は『メキシコの太陽』という同国製の卓上ランプスタンドだった。
『東京ホームジョッキー』は、生鮮品の産地直送バーゲンセールの先鞭を付けた事でも知られる。ビデオテープレコーダーが普及する前で「放送で紹介された商品をもう一度見たい」という意見が殺到し、1971年6月に『サンケイリビング』が創刊され、フジサンケイグループもカタログ通販事業に直接参入。関東ローカルだった番組も系列局へのネットが開始された事に伴い、10月に『リビング4』に番組名を変更した。
番組開始1周年記念企画『オールアイテム日本一大バーゲン』は、会場の日本武道館に2日間で7万人が押し寄せて商品が底を突く大盛況になり、「日商1億円のセールスマン」の称号を得た高崎は、これらの功勲を以って三越の顧問に招請されている。
旧ディノス設立直後の1972年4月から、同一趣旨の『リビング11』を並行する生放送で開始して1982年3月31日まで放送したが、同番組に高崎らは登場せず三越も関与していない。この午前11時過ぎの時間帯は、現在の『ノンストップ!』内の『いいものプレミアム』に至るまで、サンケイリビング - ディノス系のテレビショッピング枠として固定維持され、単独でもネットされている。
『リビング4』は1975年10月1日より、放送時間を午後2時からに移動して『リビング2』とタイトルを改め、『東京ホームジョッキー』時代から1982年3月31日まで通算11年半放送された。
しかし、『リビング11』及び『リビング2』が共に終了した直後に、三越社長へ昇進していた岡田茂に関する醜聞報道が激化。半年後の9月22日に社長の岡田を三越取締役会が全会一致で突如解任した三越事件が発生。10月に岡田と愛人の竹久みちが東京地検特捜部に脱税と特別背任容疑で逮捕され、この事件でブランドイメージが傷付いた三越は、一定の冷却期間を置かざるを得ない状況に追い込まれた。

### 『レディス4』開始
テレビショッピングの嚆矢であり、1日の通販売上高が1億円を突破した事もあった『リビング2』の後継番組を、重要な販路として三越は強く求めていた。醜聞発覚から1年強を経た1983年5月2日に、テレビ東京へ場を移して『レディス4』の名で午後4時の時間帯に復活する。司会進行と番組構成は引き続き高崎が担当し、岩崎美智子、若杉恵子がサブ司会に加わった。
1984年4月より、かつて『リビング2』で高崎のパートナーを務めたこともある小林節子が加入し、長らくこの4人を固定メンバーに据えて番組は続けられた。ネット局の少なさや上述の醜聞も影響し、開始初期は視聴率1パーセント未満だったが、主婦層を中心に徐々に浸透していった。

### 高崎一郎の降板
1990年代に入ると高崎が体調を崩しがちになり、1991年と2002年は各々2か月間、療養のため番組出演を見合わせた。2002年の長期休養明け以降は、高崎の体調を考慮して岩崎、小林、阿部公江、岡本妙子のサブ司会陣が大半のコーナー進行を共同で務め、2003年2月28日放送分を最後に高崎は番組を去り、メイン司会は3月3日放送分から俳優の柴俊夫に交代する。交代最初の日はオープニングタイトルの前に柴が視聴者に挨拶し、就任後間もなく公式ホームページが開設されたが、2004年10月に改良されるまではメールフォームのみが設置されていた。
2004年10月4日からタイトルロゴとテーマ音楽の変更を含む大幅な番組改変が行われ、岩崎美智子、小林節子が降板。新キャスターとして大野香菜が、10月18日に山本英里が加入する。

### 2005年以降のリニューアル
2005年4月27日に放送通算5500回、5月2日に番組開始22周年をそれぞれ迎え、新プロデューサーが就任して再度タイトルロゴとテーマ音楽、番組構成を大幅に変更し、半年で大野が降板する。川原みなみが柴のアシスタントとして登場し、5月9日から金田安恵が新たに加わった。

2005年5月30日から番組に連動するコミュニティサイト『L4ねっと』を開始する。『商品情報』で扱った一週間分の商品が、インターネットから注文が可能になったが、付随する電子掲示板『レディス4ラム』（レディスフォーラム）は、出演者交替や一連の番組改編への批判、川原の態度と言葉遣いへの反感が殺到して一時閉鎖を余儀なくされた。
批判の矢面に立たされた川原は、就任2か月余の7月28日放送分で病気治療のため一時休養を宣言し、後に自身の公式サイトで卵巣癌罹患を発表する。
川原は10月3日放送分から復帰し、当時川原と同じ事務所に所属して休養中に代理司会を務めた似鳥祐子は、商品情報担当に異動した。同時に岡本妙子、阿部公江ら、商品情報担当の他のレギュラーメンバーが総入れ替えされ、同コーナーは1996年春に降板した石橋正治以来、9年半ぶりの男性レギュラー片野晴道ら3名が加入する。
2006年10月2日放送分より、女優の大島さと子をメイン司会に、徳光和夫の二男の徳光正行をサブ司会にそれぞれ迎え、柴と川原コンビら出演者の入れ替えやタイトルロゴ再々変更などの抜本的な刷新が行われた。
2007年12月28日放送分で徳光が1年3か月で降板し、2008年1月7日放送分からフリーアナウンサーの今泉清保に交代した。
2008年3月28日放送分で似鳥祐子が降板し、リポーターを務めていた石川央子が商品情報を担当することになった。

### 『FINE!』内包以降
2008年9月29日よりテレビ東京のみ前枠の『Closing Bell』から夕方ニュース枠までを含めた15:30 - 17:20の新大型ワイド番組『FINE!』に内包された。これにより放送時間が2分短縮されて16:00 - 16:52となり、TXN系列6局とテレビ和歌山・奈良テレビ・びわ湖放送では直後番組『NEWS FINE・第2部』にステブレレスで接続する。
2011年4月1日放送分で今泉が降板し、4日放送分からテレビ東京アナウンサーの板垣龍佑に交代してオープニング、タイトルロゴ、スタジオセットをリニューアルし、タレントゲストを随時迎える。
2011年9月30日で『FINE!』枠は解消されて、再び独立番組になる。

### 『L4 YOU!』へのリニューアル
2012年9月28日放送分で『レディス4』として29年半の放送を終了した。10月1日放送分から元NHKアナウンサーの草野満代を司会者に起用し、略称である『L4』を前面に押し出した『L4 YOU!』にリニューアルされた。大島さと子と松波順子以外の出演者は『L4 YOU!』に続投となった。他系列は、信越放送などは本番組と同じ放送形態で放送されるが、他の他系列局に関しては異なる場合があった。

## 放送時間
| 放送期間  | 放送期間  | 放送時間 (JST)        | 放送時間 (JST)        |
| 放送期間  | 放送期間  | 月曜 - 木曜           | 金曜                  |
| --------- | --------- | --------------------- | --------------------- |
| 1983.5.2  | 1984.9.28 | 16:00 - 16:30（30分） | 16:00 - 16:30（30分） |
| 1984.10.2 | 1988.9.30 | 16:00 - 16:45（45分） | 16:00 - 16:45（45分） |
| 1988.10.3 | 1989.3.31 | 16:00 - 16:54（54分） | 16:00 - 16:45（45分） |
| 1989.4.3  | 2007.3.30 | 16:00 - 16:55（55分） | 16:00 - 16:55（55分） |
| 2007.4.2  | 2008.9.26 | 16:00 - 16:54（54分） | 16:00 - 16:54（54分） |
| 2008.9.29 | 2012.9.28 | 16:00 - 16:52（52分） | 16:00 - 16:52（52分） |

## 歴代司会者・レギュラー
| 期間       | 期間       | 総合司会   | パートナー司会                            | パートナー司会                            | レギュラー （コーナー担当者）                |
| 期間       | 期間       | 総合司会   | 月曜日 - 木曜日                           | 金曜日                                    | レギュラー （コーナー担当者）                |
| ---------- | ---------- | ---------- | ----------------------------------------- | ----------------------------------------- | -------------------------------------------- |
| 1983.5.2   | 1984.3.30  | 高崎一郎   | 岩崎美智子 若杉恵子                       | 岩崎美智子 若杉恵子                       | （不在）                                     |
| 1984.4.2   | 1989.3.31  | 高崎一郎   | 岩崎美智子 小林節子                       | 岩崎美智子 小林節子                       | （不在）                                     |
| 1989.4.3   | 1993.4.2   | 高崎一郎   | 岩崎美智子 小林節子 阿部公江 くまもと吉成 | 岩崎美智子 小林節子 阿部公江 くまもと吉成 | （不在）                                     |
| 1993.4.5   | 1996.3.29  | 高崎一郎   | 岩崎美智子 小林節子 阿部公江 石橋正治     | 岩崎美智子 小林節子 阿部公江 石橋正治     | （不在）                                     |
| 1996.4.1   | 2003.2.28  | 高崎一郎   | 岩崎美智子 小林節子 阿部公江 岡本妙子     | 岩崎美智子 小林節子 阿部公江 岡本妙子     | （不在）                                     |
| 2003.3.3   | 2004.10.1  | 柴俊夫     | 岩崎美智子 小林節子 阿部公江 岡本妙子     | 岩崎美智子 小林節子 阿部公江 岡本妙子     | （不在）                                     |
| 2004.10.4  | 2004.10.15 | 柴俊夫     | 大野香菜 阿部公江 岡本妙子                | 大野香菜 阿部公江 岡本妙子                | （不在）                                     |
| 2004.10.18 | 2004.12.24 | 柴俊夫     | 岡本妙子 山本英里 大野香菜 阿部公江       | 岡本妙子 山本英里 大野香菜 阿部公江       | （不在）                                     |
| 2005.1.4   | 2005.4.1   | 柴俊夫     | 岡本妙子 山本英里 大野香菜 阿部公江       | 岡本妙子 山本英里 大野香菜 阿部公江       | 矢内雄一郎                                   |
| 2005.4.4   | 2005.4.29  | 柴俊夫     | 岡本妙子 山本英里 大野香菜 阿部公江       | 岡本妙子 山本英里 大野香菜 阿部公江       | （不在）                                     |
| 2005.5.2   | 2005.5.6   | 柴俊夫     | 川原みなみ                                | 川原みなみ                                | 阿部公江 岡本妙子 山本英里                   |
| 2005.5.9   | 2005.7.28  | 柴俊夫     | 川原みなみ                                | 川原みなみ                                | 阿部公江 岡本妙子 山本英里 金田安恵          |
| 2005.7.29  | 2005.9.9   | 柴俊夫     | 似鳥祐子                                  | 滝井礼乃                                  | 阿部公江 岡本妙子 山本英里 金田安恵          |
| 2005.9.12  | 2005.9.30  | 柴俊夫     | 似鳥祐子                                  | 森本智子                                  | 阿部公江 岡本妙子 山本英里 金田安恵          |
| 2005.10.3  | 2006.9.29  | 柴俊夫     | 川原みなみ                                | 川原みなみ                                | 関口郷子 渡辺恭子 似鳥祐子 片野晴道          |
| 2006.10.2  | 2007.2.5   | 大島さと子 | 徳光正行                                  | 徳光正行                                  | 関口郷子 渡辺恭子 似鳥祐子 松波順子          |
| 2007.2.6   | 2007.9.28  | 大島さと子 | 徳光正行                                  | 徳光正行                                  | 関口郷子 渡辺恭子 似鳥祐子 石川央子          |
| 2007.10.1  | 2007.12.28 | 大島さと子 | 徳光正行                                  | 徳光正行                                  | 関口郷子 渡辺恭子 似鳥祐子 松波順子 石川央子 |
| 2008.1.7   | 2008.3.28  | 大島さと子 | 今泉清保                                  | 今泉清保                                  | 関口郷子 渡辺恭子 似鳥祐子 松波順子 石川央子 |
| 2008.3.31  | 2008.12.29 | 大島さと子 | 今泉清保                                  | 今泉清保                                  | 関口郷子 渡辺恭子 松波順子 石川央子          |
| 2009.1.5   | 2009.12.28 | 大島さと子 | 今泉清保                                  | 今泉清保                                  | 関口郷子 渡辺恭子 松波順子 牛窪万里子        |
| 2010.1.4   | 2011.4.1   | 大島さと子 | 今泉清保                                  | 今泉清保                                  | 関口郷子 渡辺恭子 松波順子 坪内千恵子        |
| 2011.4.4   | 2011.9.30  | 大島さと子 | 板垣龍佑                                  | 板垣龍佑                                  | 関口郷子 渡辺恭子 松波順子 坪内千恵子        |
| 2011.10.3  | 2012.9.28  | 大島さと子 | 板垣龍佑                                  | 板垣龍佑                                  | 関口郷子 松波順子 大平雅美 坪内千恵子        |

- 2005年5月のリニューアル以前はコーナー担当と司会者との区別は特になされず、高崎が単独で担当した『夕刊最終版』を除き、すべて「司会者」として位置づけられていた。2005年5月以降、サブ司会の阿部・岡本・山本はコーナー担当に移行した。
- 矢内、森本（当時）、滝井（当時）、板垣はテレビ東京アナウンサー。
- 川原は病気療養のため一時降板。
- 松波は産休のため一時降板。
- 石川は2007年10月から12月までリポーターとして出演。

### ナレーション
主に俳協所属の声優・ナレーターが交互に担当している。
- むたあきこ
- 佐藤朝問→佐藤アサト
- 沢田澄代
- 田丸楓
- 平辻朝子
- 新居祐一
- 阪井あかね
- 小金澤篤子
- 洪英姫（2011年4月 - ）
- 野引香里（2011年4月 - ）
- 中西俊彦（2011年4月 - ）
- 夏樹リオ（2011年4月 - ）
- 清水秀光（2011年9月 - ）
- 小倉勝茂（2012年1月 - ）
- 矢沢喜代美（2012年?月 - ）
- 西村江太郎（2012年?月 - ）
- 遠野まりこ（2011年4月 - ）L4セレクション担当

### 他の出演者
「L4セレクション」コーナーでのモデル
- 浅沼晋平
- 浦川ひろし
- 沼崎悠
- 豊永由紀
- 藤本登久古
- 石川仁美

リポーター
- 伊藤協子
- 大川信子
- 宮田めぐみ

## 定番のゲスト出演者と特集
- 陳建一 - 中国四川料理調理師・「四川飯店」オーナーシェフ
火曜日の特集に放送されることが多い「プロが教える定番レシピ」の準レギュラー。原則月一回VTR出演のみで、四川料理を指南する。

- 堀江ひろ子 - 栄養士、料理研究家
火曜日の特集に放送されることが多い「プロが教える定番レシピ」の準レギュラー。原則月に一回、このコーナーでは唯一スタジオに出演して実演をしながら指南する。多岐にわたる料理のジャンルで新メニューの開発が得意。

- 蟹瀬誠一 - ジャーナリスト、明治大学国際日本学部学部長
｢かみくだきジャーナル｣のコーナーで、政治経済をわかりやすく説明する。

- 岡田真善 - ラジオDJ、俳優、プロカメラマン

### 過去の定番ゲスト
- 高瀬広居 - 評論家、僧侶、講話塾『全国疏石会』会主、拓殖大学客員教授、元NHKプロデューサー
毎月最終金曜日の『月末対談』（12月の月末対談のみ『年末対談』と改題）の論客。特集の最後に、対談テーマに合わせた『今月の言葉』を提示する。
対談の内容は、2004年4月に「げんこつ説法 テレビ東京『レディス4・月末対談』」（角川書店（後のKADOKAWA）、ISBN 4-04-883880-6）として書籍化されている。
2003年2月の月末対談のみ、木曜日の2003年2月27日に放送された。これは、翌日である同月最終金曜日の2003年2月28日が、高崎一郎司会最終日に当たるための特例であった。
高瀬本人の癌治療と体調を考慮して2005年7月29日放送分で降番し、月末対談は特に告知なく打ち切られた。
- 結城モイラ - 占い研究家
2005年まで、毎年頭の『今年の運勢』企画の占術監修者として解説を担当し、高崎の登板最終回にもエンディングに駆けつけ、義理堅い所を見せた。
- 鏡リュウジ - 心理占星術研究家
2006年から2011年まで毎年最初の「今年の運勢」の占術監修者で解説を行った。
- 神谷咸吉郎 - 弁護士
- 中村久瑠美 - 弁護士
毎月1回の『法律相談』を担当する。2004年10月以降『法律相談』の企画は組まれておらず、登場もしていない。
- 岡野加穂留 - 元明治大学学長、政治学者、『郵便局ファンの会』会長
毎月第3水曜日の『政治放談』担当する。2004年10月以降『政治放談』企画は組まれておらず、登場もしていない。
- 田中実 - 俳優

## コーナー

### 2011年10月3日 - 最終回まで
オープニング
今日の特集で取り上げる事柄について質問する街頭インタビューVTR後、スタジオで出演者の挨拶・ゲスト紹介・「L4セレクション」の商品予告と続く。
なお、大島・徳光→今泉時代は番組冒頭、当日の特集のアバンVTRが流れ、その後タイトルCGに続いてスタジオに映像が切り替わり司会者が挨拶し、当日の特集に関するオープニングトークを行った。オープニングトークがまとまったところで大島が「さて、L4セレクションですが今日はどんな商品のご紹介でしょうか?○○さんお願いします」と言ったのに続いて呼び掛けられた担当者が「今日は○○特集と致しまして、××（商品名）、以上△点のご紹介です。メモの用意をなさってご覧ください」と「L4セレクション」の予告を伝えた。そして、大島が改めて当日の特集の内容を簡潔に紹介したのに続いて「それでは今日も『レディス4』スタートです」と言ったところで大島・徳光→今泉が左手でLのポーズを取った。それに続き特集のインサート映像をバックに提供クレジットを表示した後本編へ移っていた。
今日の特集
日々の生活に役立つ情報を日替わりで紹介する。取り上げる内容によっては、専門家が出演することもある。
L4セレクション（エルフォーセレクション）（旧：レディス4商品情報）
16:30頃から放送。2004年10月1日放送分までは『レディス4商品情報』（以下「商品情報」）と呼ばれていた、 三越選りすぐりの商品を紹介するテレビ通販コーナー。事実上、高崎時代から承継した唯一のコーナーでもある。紹介された商品は専用受付電話での注文ができるほか、東京・日本橋の三越本店通信販売カウンターで直接商品を確認し、その場で申し込み可能である。限定数を超えた場合の対応は、「商品情報」時代と「L4セレクション」時代で異なっている。「商品情報」では締め切りまでに注文があったすべての申し込みから抽選で購入者を決定する方式を採っていたが、「L4セレクション」時代では限定数に達した時点で注文を打ち切る方式を採っている。
2005年5月30日放送分から、電話、東京・日本橋三越本店通信販売カウンターに加え、WEBサイト「L4ねっと」の専用ページから注文が可能になった。
16:41頃（SBC・SDTは翌日10:41頃）と番組終了直前の16:50頃（SDTは翌日10:50頃）に、L4セレクションで紹介した商品の再紹介（確認）がある。
2011年3月11日は東日本大震災によるTXN緊急特番移行のため、番組自体の休止措置が執られた。地震報道で当番組が休止されたのは、1995年1月17日の阪神・淡路大震災以来。翌週14日以降しばらくの間は「L4セレクション」が震災関連報道・速報（テレビ東京・TXN報道センター）に差し替えられていたが、4月から再開されている。後継番組の『L4 YOU!』でもこのコーナーを継続している。
今夜のおかずにもう一品 ならコレ!（2011年10月3日 - ）
番組後半部（16:43頃 - ）に放送。毎週1つのテーマ食材を使った料理を各曜日担当料理人がVTRで紹介（金曜日は司会の大島がスタジオで生調理）。
その後スタジオ出演者（大島・ゲスト）が試食する。
曜日担当者
月曜日：武本賢太郎 - 「TAKEMOTO」オーナー兼料理人、2012年4月2日 -
火曜日：森野熊八 - 料理人・タレント、2012年4月3日 -
水曜日：タカコ・ナカムラ - 料理研究家、2012年4月4日 -
木曜日：菊池晋作 - 服部栄養専門学校講師、2012年4月5日 -
金曜日：大島さと子
過去の担当者
きよ彦 - 「まめ彦」オーナーシェフ・タレント、2011年10月3日 - 2012年3月末
杉山直子 - 料理研究家、2011年10月3日 - 2012年3月末
五十嵐美幸 - 「中国料理 美虎」オーナーシェフ、2011年10月3日 - 2012年3月末
岡田宙 - 服部栄養専門学校講師、2011年10月3日 - 2012年3月末
エンディング
「L4セレクション」の商品確認・翌日紹介予定の商品予告の後、次回予告や視聴者から寄せられたFAX紹介（時々ゲストから自身が出演する番組・公演告知等が行われることがある）を行い番組は終了。TXN系列6局およびテレビ和歌山・びわ湖放送ではこのままステブレレスで『NEWSアンサー』に接続するほか、大分放送・宮崎放送・南日本放送でも1分間のステブレCMを挟んでTBSテレビ制作のニュース番組『Nスタ』へ接続する。
なお、エンド10秒があった頃は次回予告や「L4セレクション」の商品再確認の後、エンディングトークに続いて「お茶の間クイズ」（詳細は後述）の出題を行っていた。問題出題の後、東京都心のお天気カメラの中継映像をバックに提供クレジットを表示した後一旦CM入り。CM明けでクイズの正解発表を行って番組を終えていた。

### 2006年10月2日 - 2011年9月29日まで
オープニングの一環として、番組のメイン内容となる曜日別テーマに関するキーワードを提示する。キーワードの意味する内容は、曜日別テーマの中で明らかにされていたが、2007年4月以降キーワードを提示する回が少なくなり、他番組と同様の世間話的なオープニングトークになっている。

#### 曜日別テーマ
2007年5月25日放送分までは、原則として次のように曜日別テーマを設定していた。
| 曜日   | テーマ                                                             |
| ------ | ------------------------------------------------------------------ |
| 月曜日 | 得する生活情報                                                     |
| 火曜日 | ヘルス（健康）                                                     |
| 水曜日 | 有名人の「my」を探る                                               |
| 木曜日 | グルメ（食）                                                       |
| 金曜日 | 夫婦の絆・親子の絆……著名人夫婦または親子をゲストに迎える対談形式。 |

2007年5月28日放送分から、原則として水曜日・木曜日・金曜日について曜日別テーマを設定している。
| 曜日   | テーマ                                                       |
| ------ | ------------------------------------------------------------ |
| 水曜日 | 有名人の「my」を探る                                         |
| 木曜日 | 夫婦の絆・親子の絆……著名人夫婦または親子をゲストに迎える対談 |
| 金曜日 | 街さんぽ(旅)                                                 |

原則として、曜日別テーマに沿った、衣食住、健康など今を生きる女性に役立つ情報を、著名人や専門家などゲストを迎えて掘り下げていく。ただ、月曜日や火曜日は（料理の調味料やだしの）「黄金比率」シリーズや陳建一、中村孝明などが登場する「プロが教える定番レシピ」を放送することが多く、水曜日の「有名人の-」も前半にそのゲストのオリジナル料理を振る舞うなど、全般的に1週間のうちの多くをグルメが占める傾向になっている。
エル4セレクションを挟んで、前半・後半と16:45以降の延長部に分かれる。
延長部は16:45で番組が終了するNST・翌日10:45で番組が終了するSBCでは放送されていない（2006年度はTXN系列のTVA・TVO・TSCでも延長部の放送がなかった）。

#### お茶の間クイズ
エンディングの提供クレジット直前に出題され、エンドスポット（放送終了時最後の数秒）に答えを発表する。番組当初からあるエンドスポットまで見てもらえるための工夫がうかがえる。
正しい言葉どっちクイズ
2007年10月1日から。2択の問題で熟語やことわざの正しい表記、表現をクイズとして出題。
お魚名前クイズ
2007年7月2日から2007年9月28日まで。主に魚偏の難解な漢字1文字を中心に、魚の名前をクイズとして出題。
ホントの名前クイズ
2007年4月2日から2007年6月29日まで。意外と正式名称が知られていない物の名前をクイズとして出題。
漢字クイズ
2007年3月30日まで。難解な漢字で書かれた言葉の読みをクイズとして出題。食材の名前が正解となることが多く、正解の食材を徳光またはゲストが実際に食べて番組が終了することが多い。
上記のコーナーは16:45で番組が終了するNST・翌日10:45で番組が終了するSBCでは放送されていない（2006年度はTXN系列局のTVA・TVO・TSCでは延長部の放送がなかった）。

### 2005年5月2日から2006年9月29日まで
五七五フォト（ごしちごフォト）
写真に俳句・川柳・短歌など五七五を添えて披露する視聴者参加型コーナー。2005年5月2日放送分から新設された。2005年8月でコーナー休止となり自然消滅した。
今日の数字
オープニングトークの一環として、後述の曜日別テーマに関連した数字とその数字が現す事項について説明する。2005年10月3日放送分から新設された。過去に日本テレビで放送されていた『追跡』に存在した『今日の数字』の企画に近い。このコーナーも、2006年春から夏にかけて自然消滅した。
曜日別テーマ
2005年5月2日放送分から、従来の『今日の特集』が刷新され、次のように曜日別にテーマが付けられるようになった。
| 曜日 | テーマ                                       |
| ---- | -------------------------------------------- |
| 月曜 | ビューティー&ヘルス（美容&健康）             |
| 火曜 | カルチャー（文化）                           |
| 水曜 | チャレンジ（挑戦）                           |
| 木曜 | グルメ（食）                                 |
| 金曜 | トラベル&ウィークエンド情報（旅行&週末情報） |

L4セレクション（エルフォーセレクション）
前述の2006年10月2日以降の現在のコーナーのL4セレクションの項目を参照のこと。
チョット気になる!
曜日別テーマとゲストに関連したインタビュー対談コーナー。実質、曜日別テーマの延長部である。
当時16:45で番組終了だったNST・SBC・RKKでは（2006年度はTXN系列局のTVA・TVO・TSCでも）放送されていなかった。
ゲストの一言
番組終了テロップとともに、ゲストからの一言メッセージをホワイトボードに直筆して披露する。
当時16:45で番組終了だったNST・SBC・RKKでは（2006年度はTXN系列のTVA・TVO・TSCでも）放送されていなかった。

### 2003年3月3日から2005年4月29日まで
今日の特集
ジャンルを問わず、生活に役立つ様々な情報をテーマに、ゲストを迎えて掘り下げていく。L4セレクションを挟んで、前半・後半に分かれる。定番といえるゲストと特集は後述を参照のこと。
エル4セレクション
前述の現在のコーナーのL4セレクションの項目を参照のこと。
チョット気になる!
2004年10月から新設されたコーナー。2005年3月までは、毎週1つのテーマ沿って、気になる情報を提供していた。また、週あたりの放送回数が少ない場合や、月末対談が特集で組まれている場合などで、コーナーが休止され今日の特集（延長部）となることがあった。2005年4月から、毎週共通した1つのテーマによる括りがなくなり、今日の特集に関連した事項を扱うようになり、実質、今日の特集（延長部）となった。当時16:45で番組終了だったNST・SBC・RKKでは放送されていなかった。
エル4ナビ 今週の女性たち
2005年1月から新設されたコーナーで金曜日のみ。高崎時代の『夕刊最終版』の如く、1週間の新聞各紙から、活躍した女性たちや女性に関した記事を紹介する。2005年4月1日放送分まではテレビ東京アナウンサー矢内雄一郎が担当していた。2005年4月8日放送分からテレビ東京の男性アナウンサーが持ち回りで担当した。 2005年3月放送分から、担当アナウンサーが新聞記事を紹介し、柴が記事への感想や意見を述べるスタイルに変化した。

## オープニングの流れ、テーマ曲
- 高崎時代は、お天気カメラの映像をバックに、｢Good afternoon ladies. This is your program, "Lady's Four".」のエコー付きのタイトルコールの後、菊池ひみこの「ハリウッド・イリュージョン[注 10]」を番組用にアレンジしたものを流していた。この曲は柴時代の初期（2004年10月1日まで）にも、前述のタイトルコールを省いた上で継続使用された。
- 2004年10月4日から2005年4月までは、FUJIYAMAというアーティストが番組用に音楽を書き下ろしたものを使用、転用ではないオリジナル楽曲の使用は2008年1月現在では唯一のケースである。
- 川原が登場するようになった2005年5月以降、月替わりで洋楽をオープニングテーマ曲代わりに流していた。
- 大島・徳光コンビに交替した2006年10月から『FINE!』に内包される2008年9月までのオープニングテーマ曲は「いいこ いいこ[GOOD GIRL]」（矢野顕子）。当曲はベストアルバム『ひとつだけ/the best of 矢野顕子』（ESCB-1776）などに所収。
- 『FINE!』に内包された2008年10月から2011年3月までは、オープニングが簡素化されていた。
- 1980年代からオープニング画面では、東京・大手町パレスホテル屋上のお天気カメラで、皇居・東京タワーなど周囲の風景をパンしていた。オープニングとエンディングの両方で見ることが出来た（ハイビジョン放送開始以降は16:9画面にも対応）が、2005年4月以降はエンディングの提供クレジットの間数秒でしか見られなくなった（画面も4:3のアップコンバートのみ対応）。
- 1990年代以降、短縮ネット局（飛び乗り、時差ネット）への配慮から、当日の夕刊各紙から高崎が独自のセレクションでピックアップした記事を手短に論評する『夕刊最終版』のコーナーが、番組冒頭5分間の穴埋め目的で置かれるようになり、一通り読み終わった後、高崎の｢Let's start...｣のコールとチャイムを合図に、全国ネットの正式なオープニングに突入していた。
- 英語タイトルコールの高崎の後を受け、メイン司会に柴が登場した2003年3月3日放送分から、オープニングトークをキャッチフレーズで締めていた時期があった。
  - 2003年3月から2004年10月1日放送分までは「（今日も）Happy & Smile（ハッピー・アンド・スマイル）」（で参りますレディス4）。
  - 2004年10月4日から2005年4月29日放送分までは「（今日も）Heart to Heart（ハート・トゥ・ハート）」（で参ります/でお送りする、レディス4）。
  - 2005年5月2日放送分から「心にやさしいひとときを（お送りする）、レディス4」。
  - 2005年9月以降、これら柴のキャッチフレーズは不評につき姿を消した（ただし、「心にやさしく」と度々言っていた）。柴は自身の最終回で「Heart to Heartをモットーにやって参りました」などと述懐している。

## ネット局

### 番組終了時のネット局
| 放送地域      | 放送局                | 系列           | 放送日時                  | 備考 |
| ------------- | --------------------- | -------------- | ------------------------- | --- |
| 関東広域圏    | テレビ東京（TX）      | テレビ東京系列 | 平日 16:00 - 16:52        | 制作局 |
| 北海道        | テレビ北海道（TVh）   | テレビ東京系列 | 平日 16:00 - 16:52        | 毎年1回、道立高校入試解答速報放送の為番組は休止。 2007年2月12日 - 2月16日、2008年2月11日 - 2月15日の間、高校入試直前講座の放送のため16:45飛び降り（2011年まで）。 2012年は土曜 9:45 - 10:00の「かがくdeムチャミタス!」を休止して「高校入試直前講座」放送するため通常通り放送。 |
| 愛知県        | テレビ愛知（TVA）     | テレビ東京系列 | 平日 16:00 - 16:52        | 1989年10月2日ネット開始。 2006年4月3日 - 2007年3月30日まで『ニュース&ワイド マイユウ!』拡大のため16:45飛び降り。 |
| 大阪府        | テレビ大阪（TVO）     | テレビ東京系列 | 平日 16:00 - 16:52        | 1987年4月1日ネット開始。 ローカル編成のため、1989年4月7日 - 1995年3月31日までは金曜日のみ、1988年10月3日 - 1988年10月25日及び1995年4月3日 - 1999年4月2日は全ての曜日で16:45飛び降り。 1999年4月5日 - 2001年3月30日は翌日13:00 - 13:50、2001年4月2日 - 2001年9月28日は翌日14:40 - 15:30（いずれも金曜日分は翌月曜日）の遅れネット。 2006年4月3日 - 2007年3月30日まで『ニュースBIZ』開始のため16:45飛び降り。 |
| 岡山県 香川県 | テレビせとうち（TSC） | テレビ東京系列 | 平日 16:00 - 16:52        | 1987年10月5日ネット開始。 2006年4月3日 - 2007年3月30日まで『ザニュースTSCワイド』開始のため16:45飛び降り。 競輪や競艇中継のため不定期に休止することがあった。 |
| 福岡県        | TVQ九州放送（TVQ）    | テレビ東京系列 | 平日 16:00 - 16:52        | 競輪や競艇、オートレース中継のため不定期に休止することがあった。 1991年4月1日の開局時は記念として、番組通算1999回目を福岡市の海の中道海浜公園から生中継した。 |
| 滋賀県        | びわ湖放送（BBC）     | 独立局         | 平日 16:00 - 16:52        | 1989年4月3日ネット開始。 |
| 奈良県        | 奈良テレビ（TVN）     | 独立局         | 平日 16:00 - 16:52        | 1989年4月3日ネット開始。 |
| 和歌山県      | テレビ和歌山（WTV）   | 独立局         | 平日 16:00 - 16:52        | 1989年4月3日ネット開始。 |
| 大分県        | 大分放送（OBS）       | TBS系列        | 平日 16:00 - 16:52        | 1997年10月1日ネット開始。 |
| 宮崎県        | 宮崎放送（MRT）       | TBS系列        | 平日 16:00 - 16:52        | 1990年4月2日ネット開始。 |
| 鹿児島県      | 南日本放送（MBC）     | TBS系列        | 平日 16:00 - 16:52        | 1992年4月6日 - 12月29日、1996年10月7日 - でネット。 |
| 新潟県        | 新潟総合テレビ（NST） | フジテレビ系列 | 平日 16:00 - 16:45        | 1988年4月4日ネット開始。1988年10月3日から16:45飛び降り。 1994年10月14日 - 1995年9月29日は金曜日のみ17:00 - 17:45の時差ネット。 |
| 長崎県        | 長崎放送（NBC）       | TBS系列        | 平日 16:00 - 16:45        | 1990年4月2日ネット開始、2010年3月29日から16:45飛び降り。 |
| 長野県        | 信越放送（SBC）       | TBS系列        | 火曜 - 金曜 10:00 - 10:45 | 1986年3月31日ネット開始。 開始当初は平日での同時ネット、1988年10月3日から16:45飛び降り。 2006年10月3日から、テレビ東京より18時間遅れとなり、テレビ東京での金曜日放送分は未ネットとなった。 地上デジタル放送は回線の都合などにより、4:3SDワイド放送。 |

### 途中打ち切りのネット局
東北放送と静岡第一テレビ以外はテレビ東京同時ネットだった。
| 放送地域 | 放送局                | 系列           | 備考 |
| -------- | --------------------- | -------------- | --- |
| 静岡県   | 静岡第一テレビ（SDT） | 日本テレビ系列 | 1987年4月3日 - 1988年3月25日に金曜日のみ同時ネット。一旦打ち切った後の2007年10月2日から放送再開。 再開後は1日遅れかつ45分の途中飛び降り版で放送されたものの金曜日放送分は放送せず、 2010年12月29日（12月28日放送分）で打ち切り |
| 愛媛県   | 南海放送（RNB）       | 日本テレビ系列 | 1992年3月30日- 2005年3月31日でネット |
| 岩手県   | IBC岩手放送（IBC）    | TBS系列        | 1991年4月1日 - 2008年9月26日でネット |
| 宮城県   | 東北放送（TBC）       | TBS系列        | 2008年3月 - 12月26日でネット 1日遅れでテレビ東京金曜日放送分は未ネット |
| 山梨県   | テレビ山梨（UTY）     | TBS系列        | 2005年6月1日 - 2009年6月30日でネット |
| 石川県   | 北陸放送（MRO）       | TBS系列        | 1988年10月3日 - 2008年9月26日でネット。 開始当初から1989年3月31日までは金曜のみ16:45飛び降り。 当枠が終了して以降は長らく再放送枠となっていたが、2021年1月4日に『Nスタ』をネット開始した。                                     |
| 熊本県   | 熊本放送（RKK）       | TBS系列        | 1990年4月2日 - 1992年12月29日、1997年3月31日- 2008年9月26日でネット。 1990年4月2日 - 1992年12月29日 、1999年3月27日 - は16:45で飛び降り。                                                                                      |

ほかに沖縄県でもケーブルテレビの宮古テレビで時差放送された。

### ネット局に関する備考
- 通常放送でも局によっては報道特別番組などで休止となる場合あり。他にも公営競技の主要な競走の中継と「TXN HOT テレビ」と情報（5分番組→10分番組）により番組自体が休止、もしくは16:30までの短縮版[27]となる場合がある。その際はTXN系列と独立局以外の局は別番組（他の時差ネット番組や単発番組）に差し替えられる（一部のTXN系列と独立局でも公営競技の同時ネットを受けない場合は原則としてテレビショッピングに差し替えられる）。

- 16:45に飛び降り点が設けられていたため、一部の系列外局ではこの飛び降り点を行使していた。なお、番組内でもこのことに配慮して16:40過ぎのCM前に司会者が「一部地域の方とはまた明日・明後日（来週）お目にかかります」と言っていた。

- 2006年4月以降、テレビ東京の18時台アニメ枠が30分前倒しされることに伴い、ほとんどのTXN系列局においてもローカルニュース枠確保のため飛び降り編成となる地域が出てきており、事実上16:45 - 16:55の部分はTXN内では関東ローカルに近い扱いとなっていた（独立局やTXN系列外のネット局は基本的に現状通り）。2007年4月改編で『速ホゥ!』の構成が見直され15分のローカル枠を確保したためテレビ大阪・テレビ愛知・テレビせとうちの3局は1年ぶりにフルネット復帰になった。また同時に『速ホゥ!』の開始時刻が繰り上がることになったため、この番組が1分縮小されることになった。といっても、『速ホゥ!』とのステーションブレイクが短縮になっただけなので、本編へは何の影響も出ていない。また、TBS系列である大分放送・宮崎放送・南日本放送の3局でも、2008年4月から1年間本番組が終わった後にネットしていたTBS制作の報道・情報番組『イブニング・ファイブ』が、本番組との兼ね合いで16:52.35飛び乗りとなっていた（番組編成上は16:52ちょうどの開始となっていた）。

- 一部の地方局の放送は、テレビ東京のハイビジョン・デジタルネット回線の受け入れ態勢が設備的に整っていない為、地上波デジタル放送でも4:3のSDアナログ放送用の回線の映像をHD変換[注 28]して放送している局もある（その放送局については、上記のネット局の項を参照のこと）。

## L4ねっと
L4ねっと（エルフォーねっと）とは、テレビ東京と三越が共同運営するレディス4の番組連動ウェブサイトである。2005年5月30日から運営を開始し、L4セレクションで紹介した商品の詳細情報とその注文の受け付けや、番組で紹介した事項や、出演者によるコラム、『レディス4ラム』（レディスフォーラム）と名づけられた電子掲示板が用意されている。従って、レディス4が放送されていない地域や、ネット局でも特別番組の関係で放送休止になる場合であっても、日本全国で商品のオンラインで注文が可能である。
電子掲示板は、運営管理者が投稿内容を吟味して分野ごとの主題に沿った内容であれば比較的厳しい意見でもそのまま掲載されていたが、2005年5月2日の番組内容刷新に対する批判が多数投稿され、6月15日に閉鎖して6月27日に新掲示板に切り替えて再開され、個人情報保護の観点からセキュリティ機能も充実された。

## 雑記

### スタジオ
- 番組開始当初は、銀座三越に隣接する三越別館2階で1982年7月1日から稼働する「テレビ東京・三越銀座スタジオ（旧称 銀座テレサ）」から、生放送や日によって撮って出しで放送された。同所からの第1回放送は、スタジオの防火用スプリンクラーが番組開始直前に誤作動して水浸しの中で放送を進めた、と高崎一郎が司会を務めた最終日の2003年2月28日放送分で、岩崎美智子が苦心談を述懐している。
- テレビ東京本社が港区虎ノ門へ移転して拡張するまでの間は本社スタジオ数が限られていたことから、三越銀座スタジオの閉鎖後は、月曜日のみスタジオアルタ（新宿駅東口、旧二幸ビル。三越が出資）、火曜日から金曜日までを当時の本社（芝公園スタジオ[注 29]）第2スタジオから放送する。その後、テレビ東京の本社移転を契機として平日が芝公園スタジオの第2スタジオに固定された時期が長く続き、最末期の数年間は虎ノ門本社（当時）第2スタジオから放送された。後継の『L4 YOU!』も同じスタジオを使用した。